# Örebromissionen
Örebromissionen var ett svenskt kristet samfund, som grundades av John Ongman 1892.
Örebromissionen var till en början en missionsavdelning inom Filadelfiakyrkan i Örebro (nu tillhörande Evangeliska frikyrkan), men med tiden anslöt sig medlemmar också från andra församlingar, varför den kom att bli mer ekumenisk. Rörelsen utgjorde fram till 1936 en del av Svenska baptistsamfundet.
Samfundet uppgick 1997 tillsammans med Helgelseförbundet och Fribaptistsamfundet i Nybygget Kristen Samverkan, som senare bytte namn till Evangeliska Frikyrkan (EFK).

### Fotnoter
1. ↑  Kenneth Hermansson. ”Vad är då en människa”. http://www.kurt-ulander.com/beteltarnsjocom/John_Ongman.htm. Läst 11 januari 2015.
2. ↑  ”Den svenska kyrkan från 700-talet till i dag”. Kristendomens historia. http://www.alltombibeln.se/kristendomenshistoria/svenkyrk.htm. Läst 11 januari 2015.